# Bateria do Palácio do Governador
A chamada Bateria do Palácio do Governador localizava-se numa colina junto ao Palácio do Governador, no Centro Histórico de Salvador, no estado da Bahia, no Brasil.

## História
Esta bateria encontra-se relacionada por BARRETTO (1958), que esclarece ter se constituído em um simples parapeito com uma guarita, artilhado com três peças de bronze (uma de calibre 10 libras e duas de 3) (op. cit., p. 185).
O Palácio do Governo localizava-se no local onde se ergue atualmente o Palácio Rio Branco, que abriga, desde 1986, a Fundação Pedro Calmon - Centro de Memória e Arquivo Público da Bahia. Este imóvel recebeu, em 1900 a Biblioteca Pública (Livraria Pública da Bahia), incendiada durante o bombardeio de Salvador, em 10 de janeiro de 1912.